# Kylskåpspoesi

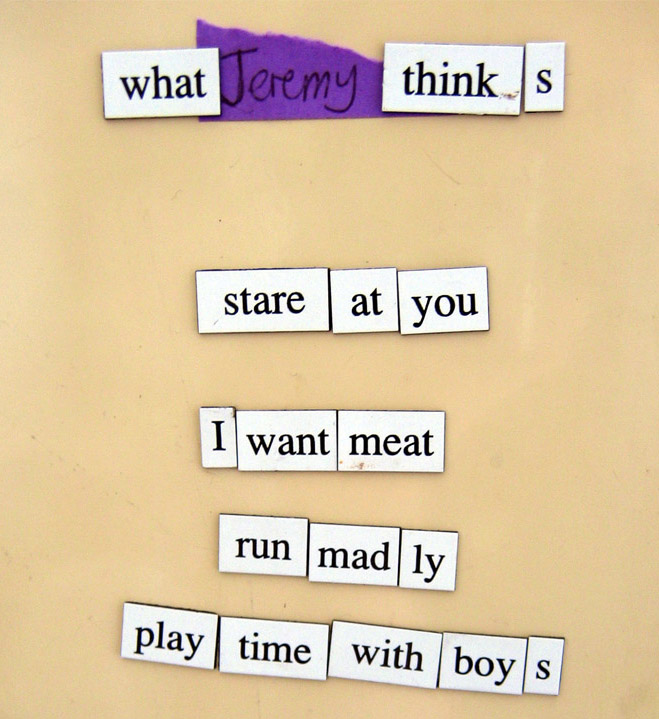
Kylskåpspoesi på engelska.

Kylskåpspoesi består av ett antal kylskåpsmagneter med ord eller delar av ord, bokstäver samt ändelser på, som man använder till att skriva meningar eller poesi med, därav namnet. Eftersom man bara har en begränsad tillgång till ord och bokstäver blir kylskåpspoesin korthuggen och inte nödvändigtvis helt språkligt korrekt. Man kan försöka skriva haikudikter.
Kylskåpspoesi dök upp i Sverige i slutet av 1990-talet. 2010 lanserade Ikea SM i kylskåpspoesi..